# Rémi Garsau
Rémi Garsau (Marseille, 1984. július 19. –) francia válogatott vízilabdázó, a CN Marseille kapusa.

## Nemzetközi eredményei
- Mediterrán játékok 5. hely (Mersin, 2013)
- Európa-bajnoki 10 hely (Budapest, 2014)
- Európa-bajnoki 9. hely (Belgrád, 2016)
- Olimpiai 11. hely (Rio de Janeiro, 2016)